# Idé Oumarou
Pour les articles homonymes, voir Oumarou.
Idé Oumarou, né en 1937 à N'Dounga dans le département du Kollo et mort le 12 février 2002 à Niamey, est un homme politique, diplomate, journaliste et romancier nigérien. Il est ministre des Affaires étrangères (novembre 1983-juillet 1985), puis secrétaire général de l'Organisation de l'unité africaine (OUA) de 1985 à 1989,.

## Biographie
Formé à l'École normale William-Ponty de Dakar, Idé Oumarou envisage une carrière d'enseignant. Mais à la fin de ses études d'instituteur, il obtient une bourse d'études à l'Institut des hautes études d'outre-mer (IHEOM) en France. En 1960, à l’indépendance du Niger, il est affecté au commissariat général du plan de son pays ; le président Hamani Diori le nomme directeur et rédacteur en chef du journal Le Niger. Il est ensuite directeur et commissaire général au ministère de l’Information, puis directeur des Postes et Télécommunications (1972-1974). À l’arrivée au pouvoir des militaires, le général Seyni Kountché le choisit pour diriger son cabinet de 1974 à 1979, puis le nomme ambassadeur permanent du Niger auprès des Nations unies, à New York, puis, en 1983, en fait son ministre des Affaires étrangères et de la Coopération. Il est élu secrétaire général de l’Organisation de l'unité africaine (OUA) le 20 juillet 1985.

## Distinctions
Son roman Gros Plan lui vaut le Grand prix littéraire d'Afrique noire en 1978.

## Romans
- Le Représentant, Abidjan, 1984, Nouvelles Éditions africaines, p. 198.
- Gros plan, Abidjan, 1977, Nouvelles Éditions africaines, p. 156.
- Talibo, un enfant de quartier, Paris, 2000, Éditions L'Harmattan, Collection Encres noires, p. 158.